# Carmen Hombre Ponzoa
Carmen Home Ponzoa (San Fernando, 30 de desembre de 1898 - 1936?) va ser una mestra i sindicalista molt activa políticament.
Es va destacar per la seva trajectòria sindical i activitat política. Estava afiliada a la UGT i militava en el partit comunista. També va destacar per la lluita en favor de l'alliberament de les dones inculcant al seu alumnat una consciència de lluita revolucionària i social. L'Ajuntament de Jerez convoca anualment els Premis Carmen Home Ponzoa a la labor educativa.
Mestra de professió, va dur a terme la seva docència a El Madroño, Arcos, a Jerez; per a més tard passar a incorporar-se en 1931 a l'Escola unitària número 5.
De confessió protestant, Carmen Hombre de Ponzoa va ser afusellada en esclatar la guerra civil, estant en avançat estat de gestació, i en l'informe de la Direcció general de Seguretat la presenta com una comunista que difonia “les doctrines dissolvents que inculcava a les nenes a les quals instruïa”. El seu home, Máximo Salazar, també fou afusellat.
Carmen Hombre Ponzoa té un carrer a Jerez de la Frontera.